# Свобода (Кувшиновский район)
Свобода — хутор в Кувшиновском районе Тверской области. Входит в состав Сокольнического сельского поселения.

## География
Находится в центральной части Тверской области на расстоянии приблизительно 4 километра (по прямой) на юг от Кувшинова, административного центра района.

## История
До 2015 года входил в состав Васильковского сельского поселения.

## Население
Численность населения не была учтена как в 2002 году, так и в 2010.